# Somatidia tricolor
Somatidia tricolor là một loài bọ cánh cứng trong họ Cerambycidae.